# Zugmassakern
Zugmassakern (tyska: Zuger Attentat) genomfördes 27 september 2001 i staden Zug i Zugs kanton i Schweiz i kantonsparlamentets sal. 14 människor sköts till döds av Friedrich Leibacher och han tände även en sprängladdning. Gärningsmannen begick sedan självmord. Tre medlemmar av kantonsregeringen (Regierungsrat) och elva medlemmar av kantonsparlamentet (Kantonsrat) dödades. 18 andra politiker och journalister skadades, delvis svårt. 
Friedrich Leibacher hade dömts för flera brott och diagnostiserats för antisocial personlighetsstörning. Efter att ha pistolhotat en bussförare stod han nu inför en ny rättegång. Detta tillsammans med andra personliga omständigheter antas ha föranlett massakern, som av allt att döma var planerad i förväg. 

### Fotnoter
1. ↑  ”Gunman kills 14 in Swiss assembly”. BBC News. 27 september 2001. http://news.bbc.co.uk/1/hi/world/europe/1566321.stm. Läst 3 mars 2010.